# 1999年のスポーツ
- 年度別スポーツ記事一覧

1999年のスポーツでは、1999年（平成11年）のスポーツ関連の出来事についてまとめる。

## できごと
- 1月13日 - NBAバスケットボールのマイケル・ジョーダンが引退。
- 1月27日 - 大相撲の千代大海龍二、大関昇進。
- 4月4日 - 選抜高等学校野球大会で沖縄尚学が沖縄県勢として初優勝。
- 5月26日 - 大相撲の武蔵丸光洋、横綱昇進。
- 女子テニスのシュテフィ・グラフが引退、最後の年に有終の美を飾る。
  - 6月5日 - 全仏オープン決勝戦でマルチナ・ヒンギスとの“新旧女王対決”が実現し、グラフがヒンギスを 4-6, 7-5, 6-2 で破る。グラフの4大大会通算「22勝」は女子テニス歴代2位記録。ヒンギスのマナーの悪さも話題を呼んだ試合。
  - 7月4日 - ウィンブルドン決勝戦でリンゼイ・ダベンポートに 4-6, 5-7 で敗れ、これを最後の4大大会にすると宣言。女子歴代1位のマーガレット・コート夫人の「24勝」に“あと2”届かずに引退することが確定した。
  - 8月13日 - 現役引退を表明。
- 6月6日 - 男子テニスのアンドレ・アガシが全仏オープン初優勝、史上5人目の4大大会完全制覇を達成する。1969年のロッド・レーバー（オーストラリア）以来30年ぶりの偉業達成となった。
- 6月19日 - IOC総会、トリノを2006年冬季オリンピックの開催地に決定。
- 7月21日 - 大相撲の出島武春、大関昇進。
- 10月24日 - シカゴマラソンでハリド・ハヌーシ（モロッコ）が2時間5分42秒で世界最高記録。
- 10月25日 - 第99回全米オープン選手権競技優勝者のペイン・スチュワート（アメリカ）がPGAツアー年間最終戦「ツアー選手権」に向かう途中、不慮の飛行機事故で死去。
- 12月12日 - IOC、臨時総会で委員のオリンピック招致都市訪問禁止を決定。

## 総合競技大会
- 第19回冬季ユニバーシアード（スロバキア・ポプラド・1月22日～30日） - 日本の獲得メダル:金4、銀5、銅7
- 第4回アジア冬季競技大会（韓国・江原道・1月30日～2月6日） - 日本の獲得メダル:金6、銀14、銅9
- 第14回世界ろう者冬季競技大会（スイス・ダボス・3月8日～14日） - 日本の獲得メダル:金0、銀1、銅1
- 第10回スペシャルオリンピックス世界大会（アメリカ・ローリー、イーグルリバー、チャペルヒル・6月26日～7月4日）
- 第20回夏季ユニバーシアード（スペイン・パルマ・マヨルカ・7月2日～13日） - 日本の獲得メダル:金11、銀13、銅18
- 第54回くまもと未来国体（冬季スケート・アイスホッケー - 長野県・1月27日～31日、冬季スキー - 北海道・2月18日～21日、夏季 - 熊本県・9月11日～14日、秋季 - 熊本県・10月23日～28日）
天皇杯順位：優勝 熊本県、第2位 大阪府、第3位 東京都
皇后杯順位：優勝 熊本県、第2位 大阪府、第3位 東京都

## アイスホッケー
- スタンレーカップ決勝（1998-1999シーズン）
ダラス・スターズ （4勝2敗） バッファロー・セイバーズ

## アメリカンフットボール

### NFL
- AFCチャンピオンシップゲーム（1月17日、デンバー、マイル・ハイ・スタジアム）
デンバー・ブロンコス 23 - 10 ニューヨーク・ジェッツ
- NFCチャンピオンシップゲーム（1月17日、ミネアポリス、HHHメトロドーム）
アトランタ・ファルコンズ 30 - 27 ミネソタ・バイキングス
- 第33回スーパーボウル (1月31日、フロリダ州・プロ・プレーヤー・スタジアム)
デンバー・ブロンコス(AFC、2年連続2回目) 34 - 19 アトランタ・ファルコンズ(NFC)

### 日本の大会
- 第52回ライスボウル（1月3日、東京都文京区・東京ドーム）
リクルートシーガルズ(社会人代表) 30-16 立命館大学パンサーズ(学生代表）
- 第13回東京スーパーボウル (12月15日、東京都文京区・東京ドーム）
アサヒビールシルバースター 18-16 鹿島ディアーズ
- 第54回毎日甲子園ボウル(12月19日、兵庫県西宮市・阪神甲子園球場）
関西学院大学ファイターズ(関西学生代表) 52-13 法政大学トマホークス(関東学生代表)

## 競馬

### 日本のGI競走
中央競馬
- フェブラリーステークス（東京競馬場・1月31日）優勝 : メイセイオペラ、騎手 : 菅原勲
- 中山グランドジャンプ（中山競馬場・4月11日）優勝 : メジロファラオ、騎手 : 大江原隆
- 桜花賞（阪神競馬場・4月11日）優勝 : プリモディーネ、騎手 : 福永祐一
- 皐月賞（中山競馬場・4月18日）優勝 : テイエムオペラオー、騎手 : 和田竜二
- 天皇賞（春）（京都競馬場・5月2日） 優勝 :スペシャルウィーク、騎手 :武豊
- NHKマイルカップ（東京競馬場・5月16日） 優勝 :シンボリインディ、騎手 :横山典弘
- 高松宮記念（中京競馬場・5月23日）優勝 : マサラッキ、騎手 : 藤田伸二
- 優駿牝馬（オークス）（東京競馬場・5月30日) 優勝 :ウメノファイバー、騎手 :蛯名正義
- 東京優駿（日本ダービー）（東京競馬場・6月6日) 優勝 : アドマイヤベガ、騎手 : 武豊
- 安田記念（東京競馬場・6月13日) 優勝 : エアジハード 騎手 :蛯名正義
- 宝塚記念（阪神競馬場・7月11日) 優勝 :グラスワンダー 騎手 ：的場均
- 秋華賞（京都競馬場・10月24日) 優勝 :ブゼンキャンドル、騎手 :安田康彦
- 天皇賞（秋）（東京競馬場・10月31日） 優勝 :スペシャルウィーク、騎手 :武豊
- 菊花賞（京都競馬場・11月7日） 優勝 :ナリタトップロード、騎手 :渡辺薫彦
- エリザベス女王杯（京都競馬場・11月14日） 優勝 :メジロドーベル、騎手 :吉田豊
- マイルチャンピオンシップ（京都競馬場・11月21日） 優勝 :エアジハード、騎手 :蛯名正義
- ジャパンカップ（東京競馬場・11月28日）優勝：スペシャルウィーク、騎手：武豊
- 阪神3歳牝馬ステークス（阪神競馬場・12月5日）優勝：ヤマカツスズラン、騎手：マイケル・キネーン
- 朝日杯3歳ステークス（中山競馬場・12月12日）優勝：エイシンプレストン、騎手：福永祐一
- 中山大障害（中山競馬場・12月18日）優勝：ゴッドスピード、騎手：西谷誠
- スプリンターズステークス（中山競馬場・12月19日）優勝 : ブラックホーク、騎手 : 横山典弘
- 有馬記念（中山競馬場・12月26日）優勝：グラスワンダー、騎手：的場均

地方競馬
- 川崎記念　(川崎競馬場・2月3日）優勝 : アブクマポーロ、騎手 : 石崎隆之
- 帝王賞（大井競馬場・6月24日）優勝 : メイセイオペラ、騎手 : 菅原勲
- ジャパンダートダービー（大井競馬場・7月8日）優勝 : オリオンザサンクス、騎手 : 早田秀治
- マイルチャンピオンシップ南部杯（盛岡競馬場・10月11日）優勝 : ニホンピロジュピタ、騎手 :　武豊
- ダービーグランプリ（盛岡競馬場・11月3日）優勝 : タイキヘラクレス、騎手 : 藤田伸二
- 東京大賞典（大井競馬場・12月29日）優勝 : ワールドクリーク 、騎手 : 加藤和宏

### JRA賞
- 年度代表馬・最優秀5歳以上牡馬　エルコンドルパサー
- 最優秀3歳牡馬　エイシンプレストン
- 最優秀3歳牝馬　ヤマカツスズラン
- 最優秀4歳牡馬　テイエムオペラオー
- 最優秀4歳牝馬　ウメノファイバー
- 最優秀5歳以上牝馬　メジロドーベル
- 最優秀短距離馬・最優秀父内国産馬　エアジハード
- 最優秀ダートホース　該当馬なし
- 最優秀障害馬　ゴッドスピード
- 特別賞　グラスワンダー、スペシャルウィーク

## ゴルフ
男子プロ
- マスターズ：ホセ・マリア・オラサバル（スペイン）
- 全米オープン（パインハーストNo.2）：ペイン・スチュワート（アメリカ）
- 全英オープン：ポール・ローリー（スコットランド）
- 全米プロ：タイガー・ウッズ（アメリカ）
- PGAツアー賞金王：タイガー・ウッズ（アメリカ） – $6,616,585
- ライダーカップ：アメリカが14½ - 13½で欧州を下す

女子プロ
- クラフト・ナビスコ選手権：ドッティー・ペッパー（アメリカ）
- 全米女子プロゴルフ選手権：ジュリ・インクスター（アメリカ）
- 全米女子オープン：ジュリ・インクスター（アメリカ）
- デュモーリエ・クラシック：カリー・ウェブ（オーストラリア）
- LPGAツアー賞金女王：カリー・ウェブ（オーストラリア） – $1,591,959

インクスターが女子ゴルフ史上4人目の「キャリア・グランドスラム」を達成した。

### 日本
- 賞金王（男子）：尾崎直道
- 賞金女王：村口史子

## サッカー
- 天皇杯全日本サッカー選手権大会決勝
横浜フリューゲルス 2-1 清水エスパルス
横浜フリューゲルスは負ければその時点でチーム消滅という状況の中、有終の美を飾った。
- ゼロックス・スーパーカップ
鹿島アントラーズ 2-1 清水エスパルス
- Jリーグ
  - J1 1stステージ優勝：ジュビロ磐田
  - J1 2ndステージ優勝：清水エスパルス
  - J1 年間総合優勝：ジュビロ磐田
  - J2 年間優勝：川崎フロンターレ
  - ナビスコカップ優勝：柏レイソル

## テニス

### グランドスラム
- 全豪オープン　男子単優勝：エフゲニー・カフェルニコフ（ロシア）、女子単優勝：マルチナ・ヒンギス（スイス）
- 全仏オープン　男子単優勝：アンドレ・アガシ（アメリカ）、女子単優勝：シュテフィ・グラフ（ドイツ）
- ウィンブルドン　男子単優勝：ピート・サンプラス（アメリカ）、女子単優勝：リンゼイ・ダベンポート（アメリカ）
- 全米オープン　男子単優勝：アンドレ・アガシ（アメリカ）、女子単優勝：セリーナ・ウィリアムズ（アメリカ）

グラフについては「できごと」で詳述。サンプラスがウィンブルドン選手権3連覇 → 6勝目で4大大会通算「12勝」を挙げ、それまでの男子歴代1位記録保持者ロイ・エマーソン（オーストラリア）に並んだ。グラフ引退後の全米オープン女子シングルスで、黒人姉妹の妹セリーナ・ウィリアムズが17歳11ヶ月で初優勝を飾る。

## プロレス
- プロレス大賞MVP:武藤敬司（新日本プロレス）2回目
- G1クライマックス（新日本プロレス）優勝：中西学（初優勝）
- 世界最強タッグ決定リーグ戦（全日本プロレス） 優勝：小橋建太&秋山準「超世代軍」組（2連覇）

## 誕生

### 1月
- 1月4日 - ダニエル・アルザニ (イラン、サッカー）
- 1月6日 - エレーナ・ラジオノワ (ロシア、フィギュアスケート)
- 1月7日 - 堀米雄斗（東京都、スケートボード）
- 1月9日 - マクシミリアーノ・ロメロ (アルゼンチン、サッカー)
- 1月12日 - ニコラス・スキアッパカッセ (ウルグアイ、サッカー)
- 1月13日 - 畑岡奈紗（茨城県、ゴルフ）
- 1月23日 - アルバン・ラフォン (ブルキナファソ、サッカー)
- 1月23日 - マラング・サール (フランス、サッカー)
- 1月23日 - 橋岡優輝（埼玉県、陸上競技)
- 1月28日 - 安部裕葵 (東京都、サッカー)

### 2月
- 2月11日 - 田川亨介 (長崎県、サッカー)
- 2月11日 - キャンディス・ヒル (アメリカ、陸上競技)
- 2月11日 - アンドリー・ルニン (ウクライナ、サッカー)
- 2月14日 - タイラー・アダムス (アメリカ、サッカー)
- 2月15日 - 谷川翔（千葉県、体操競技）
- 2月15日 - 原英莉花（神奈川県、ゴルフ）
- 2月25日 - ジャンルイジ・ドンナルンマ (イタリア、サッカー)
- 2月25日 - 吉本ひかる（滋賀県、ゴルフ）
- 2月26日 - 石原広教 (神奈川県、サッカー)
- 2月26日 - 小野眞琳 (香港、日本、フィギュアスケート)

### 3月
- 3月2日 - 加世田梨花（千葉県、陸上競技)
- 3月2日 - ニキータ・マゼピン (ロシア、レーシングドライバー)
- 3月6日 - サニブラウン・アブデル・ハキーム（東京都、陸上競技）
- 3月6日 - 江島雅紀（陸上競技)
- 3月9日 - 長野風花 (東京都、サッカー)
- 3月9日 - 増山香補 (東京都、柔道)
- 3月10日 - 原田海 (大阪府、スポーツクライミング)
- 3月15日 - ジ・ヒョソク (韓国、アイスホッケー)
- 3月18日 - 奥野春菜 (三重県、レスリング)
- 3月20日 - キム・ゴンウ (韓国、アイスホッケー)
- 3月22日 - ミック・シューマッハ (ドイツ、レーシングドライバー)

### 4月
- 4月14日 - 加藤美優 (東京都、卓球選手)
- 4月17日 ‐ 宮本大輔（山口県、陸上競技）
- 4月20日 - 杉本華唯 (青森県、アイスホッケー)
- 4月21日 - 部井久アダム勇樹 (福岡県、ハンドボール)

### 5月
- 5月5日 - 原大智 (東京都、サッカー)
- 5月5日 - ネイサン・チェン (アメリカ、フィギュアスケート)
- 5月7日 - 藤井菜々子（福岡県、陸上競技)
- 5月10日 - イ・チョンミン (韓国、アイスホッケー)
- 5月12日 - 佐藤万璃音 (神奈川県、レーシングドライバー）
- 5月17日 - 橋岡大樹 (埼玉県、サッカー)
- 5月23日 - 冨田開 （青森県、アイスホッケー）
- 5月30日 - 周冠宇 (中国、レーシングドライバー)

### 6月
- 6月1日 - ドミトリー・アリエフ (ロシア、フィギュアスケート)
- 6月8日 - 兒玉芽生（大分県、陸上競技)
- 6月8日 - ダニエル・ティクトゥム (イギリス、レーシングドライバー)
- 6月11日 - カイ・ハフェルツ (ドイツ、サッカー)
- 6月30日 - 須崎優衣 (千葉県、レスリング)

### 7月
- 7月2日 - 岩佐勇研 (北海道、スキージャンプ)
- 7月6日 - 富沢佳奈 (埼玉県、柔道)
- 7月7日 - 森ひかる（東京都、トランポリン）
- 7月8日 - 鈴木なな子 (東京都、ボクシング)
- 7月11日 - 安永真白 (アーティスティックスイミング)
- 7月29日 - 稲見萌寧（東京都、ゴルフ）

### 8月
- 8月3日 - ブラヒム・ディアス (スペイン、サッカー)
- 8月6日 - 岩野夏帆（三重県、水球[1]）
- 8月7日 - 和田有菜（長野県、陸上競技)
- 8月22日 - 三原舞依（兵庫県、フィギュアスケート）
- 8月26日 - 齋藤愛美（岡山県、陸上競技)
- 8月29日 - 古川駿（青森県、アイスホッケー）

### 9月
- 9月1日 - 石田龍之進（北海道、アイスホッケー）
- 9月4日 - 田中希実（兵庫県、陸上競技）
- 9月14日 - 鈴木優花（秋田県、陸上競技)
- 9月16日 - ロバート・シュワルツマン (ロシア、レーシングドライバー)
- 9月18日 - 三浦大輝（北海道、アイスホッケー）
- 9月19日 - 杉原愛子（大阪府、体操競技）
- 9月20日 - ジュリアーノ・アレジ (フランス、レーシングドライバー)

### 10月
- 10月6日 - トレバー・ローレンス (アメリカ、アメリカンフットボール)
- 10月6日 - 菊地実結 (千葉県、バレーボール)
- 10月7日 - デーデー・ブルーノ（長野県、陸上競技)
- 10月15日 - ベン・ウッドバーン (イギリス (イングランド)、サッカー)

### 11月
- 11月10日 - ジョアン・フェリックス (ポルトガル、サッカー)
- 11月13日 - ランド・ノリス (イギリス、レーシングドライバー)
- 11月19日 - エフゲニア・メドベージェワ（ロシア、フィギュアスケート）
- 11月26日 - 十文字陽亮

## 死去
- 1月24日 - 土井垣武（鳥取県、野球、*1921年）
- 1月31日 - ジャイアント馬場（新潟県、プロレス、*1938年）
- 3月8日 - ジョー・ディマジオ（アメリカ、野球、*1914年）
- 4月13日 - 清川正二（愛知県、水泳、*1913年）
- 4月16日 - 別当薫（兵庫県、野球、*1920年）
- 4月25日 - 第3代キラニン男爵マイケル・モリス（アイルランド、IOC第6代会長、*1914年）
- 4月30日 - 根本陸夫（茨城県、野球、*1926年）
- 5月13日 - ジーン・サラゼン（アメリカ、ゴルフ、*1902年）
- 5月18日 - エリザベス・ロビンソン（アメリカ、陸上競技、*1911年）
- 5月31日 - 山田忠男（宮崎県、野球、*1942年）
- 6月24日 - 別所毅彦（兵庫県、野球、*1922年）
- 6月25日 - 洞口孝治（岩手県、ラグビー、*1953年）
- 8月9日 - ジャッキー佐藤（神奈川県、プロレス、*1957年）
- 8月13日 - 杉浦藤文（愛知県、野球、*1941年）
- 8月14日 - ハロルド・リース（アメリカ、野球、*1918年）
- 9月9日 - キャットフィッシュ・ハンター（アメリカ、野球、*1946年）
- 10月12日 - ウィルト・チェンバレン（アメリカ、バスケットボール、*1936年）
- 10月21日 - ジョン・ブロムウィッチ（オーストラリア、テニス、*1918年）
- 10月25日 - ペイン・スチュワート（アメリカ、ゴルフ、*1957年）
- 11月1日 - ウォルター・ペイトン（アメリカ、アメリカンフットボール、*1954年）
- 11月6日 - 沢田菊司（愛知県、競艇、*1950年）
- 11月8日 - レオン・シュツケリ（ユーゴスラビア、体操、*1898年）
- 11月16日 - 小嶋仁八郎（大分県、野球、*1921年）
- 12月4日 - 大翔鳳昌巳（北海道、大相撲、*1967年）
- 12月21日 - 大川慶次郎（東京都、競馬評論家、*1929年）
- 12月24日 - ビル・バウワーマン（アメリカ、体育学者、*1911年）
- 12月30日 - 天保義夫（福岡県、野球、*1924年）